# Ariano Suassuna

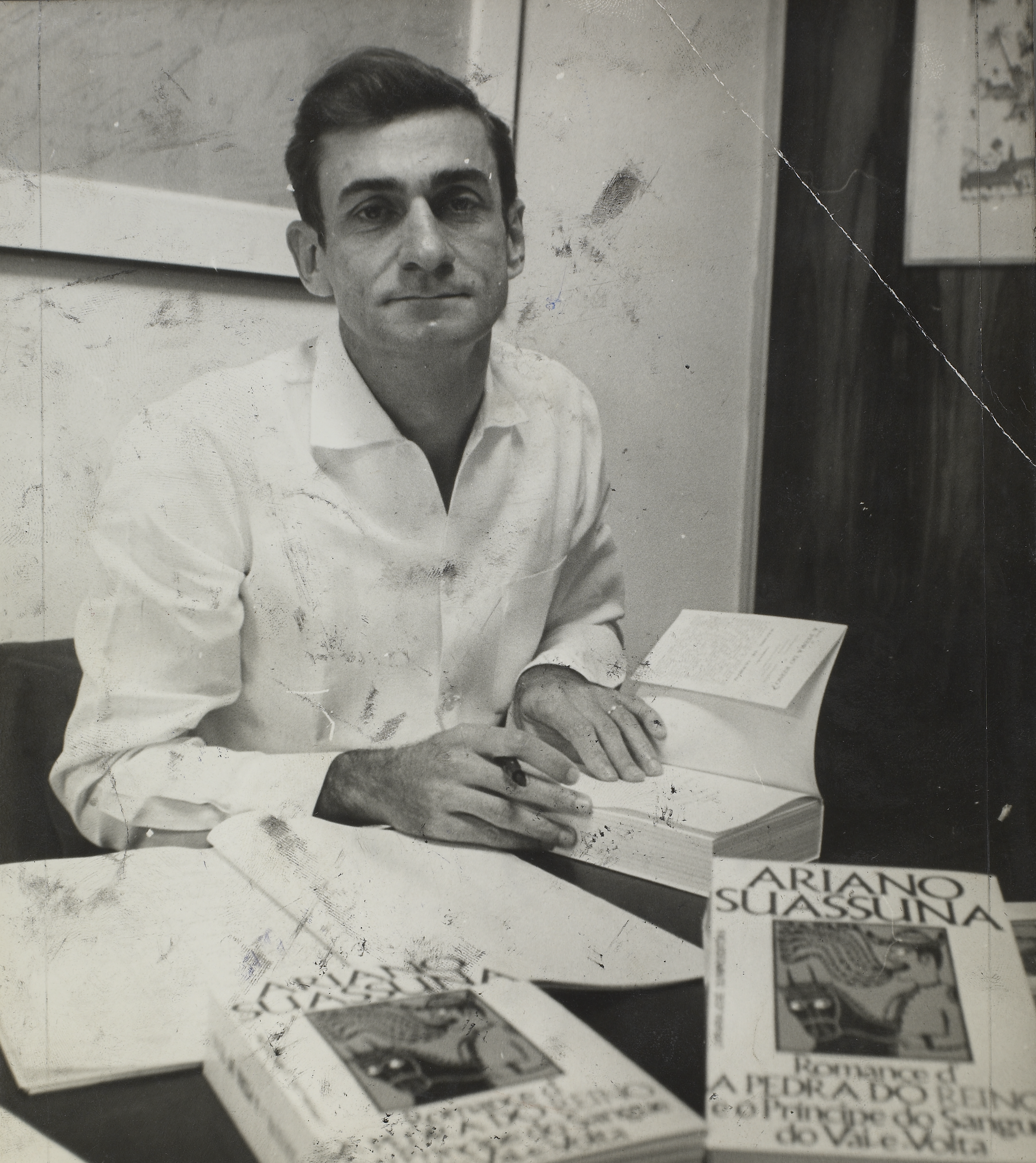
Ariano Suassuna, en agosto de 1971

Ariano Vilar Suassuna (João Pessoa, 16 de junio de 1927 — Recife, 23 de julio de 2014) fue un dramaturgo, novelista y poeta brasileño, defensor de la cultura del nordeste brasileño y autor de Auto de la  compadecida y La piedra del reino. Ariano fue el ideólogo del Movimiento Armorial, que tiene como objetivo crear un arte erudito a partir de elementos de la cultura popular del Nordeste brasileño.

## Biografía
Nació en Nossa Senhora das Neves, hoy João Pessoa (Paraíba), el 16 de junio de 1927, hijo de Cássia Villar y João Suassuna. En 1950 concluyó sus estudios superiores en Derecho y en 1964 en Filosofía. En la Facultad de Derecho de Recife, conoció a Hermilo Borba Filho, con quien fundó el Teatro del Estudiante de Pernambuco.
En 1993, fue elegido para el sillón 18 de la Academia Pernambucana de Letras, cuyo patrono es el escritor Afonso Olindense. Desde 1990, ocupó el sillón 32 de la Academia Brasileira de Letras, cuyo patrono es Manuel José de Araújo Porto Alegre. Asumió el sillón 35 en la Academia Paraibana de Letras el 9 de octubre de 2000, cuyo patrono es Raul Campelo Machado.
Víctima de un accidente vascular cerebral, falleció el 23 de julio de 2014 en el Hospital Real Portugués de Recife, donde había ingresado en la tarde del día 21 para someterse a una cirugía con la colocación de dos drenajes para controlar la presión intracraneal.

## Obras
- Uma mulher vestida de Sol, (1947)
- Cantam as harpas de Sião ou O desertor de Princesa, (1948)
- Os homens de barro, (1949)
- Auto de João da Cruz, (1950)
- Torturas de um coração, (1951)
- O arco desolado, (1952)
- O castigo da soberba, (1953)
- O Rico Avarento, (1954)
- Auto da Compadecida, (1955)
- O casamento suspeitoso, (1957)
- O santo e a porca, (1957)
- O homem da vaca e o poder da fortuna, (1958)
- A pena e a lei, (1959)
- Farsa da boa preguiça, (1960)
- A Caseira e a Catarina, (1962)
- As conchambranças de Quaderna, (1987)
- Fernando e Isaura, (1956, inédito hasta 1994)

### Novelas
- A História de amor de Fernando e Isaura, (1956)
- O Romance d'A Pedra do Reino e o Príncipe do Sangue do Vai-e-Volta, (1971)
- História d'O Rei Degolado nas caatingas do sertão /Ao sol da Onça Caetana, (1976)

### Poesía
- O pasto incendiado, (1945-1970)
- Ode, (1955)
- Sonetos com mote alheio, (1980)
- Sonetos de Albano Cervonegro, (1985)
- Poemas (antología), (1999)